# Сосновка (Красногорський район)
Сосно́вка (рос. Сосновка) — село у складі Красногорського району Алтайського краю, Росія. Входить до складу Усть-Кажинської сільської ради.

## Населення
Населення — 138 осіб (2010; 195 у 2002).
Національний склад (станом на 2002 рік):
- росіяни — 91 %